# Saucisse (chien)
Pour les articles homonymes, voir Saucisse (homonymie).

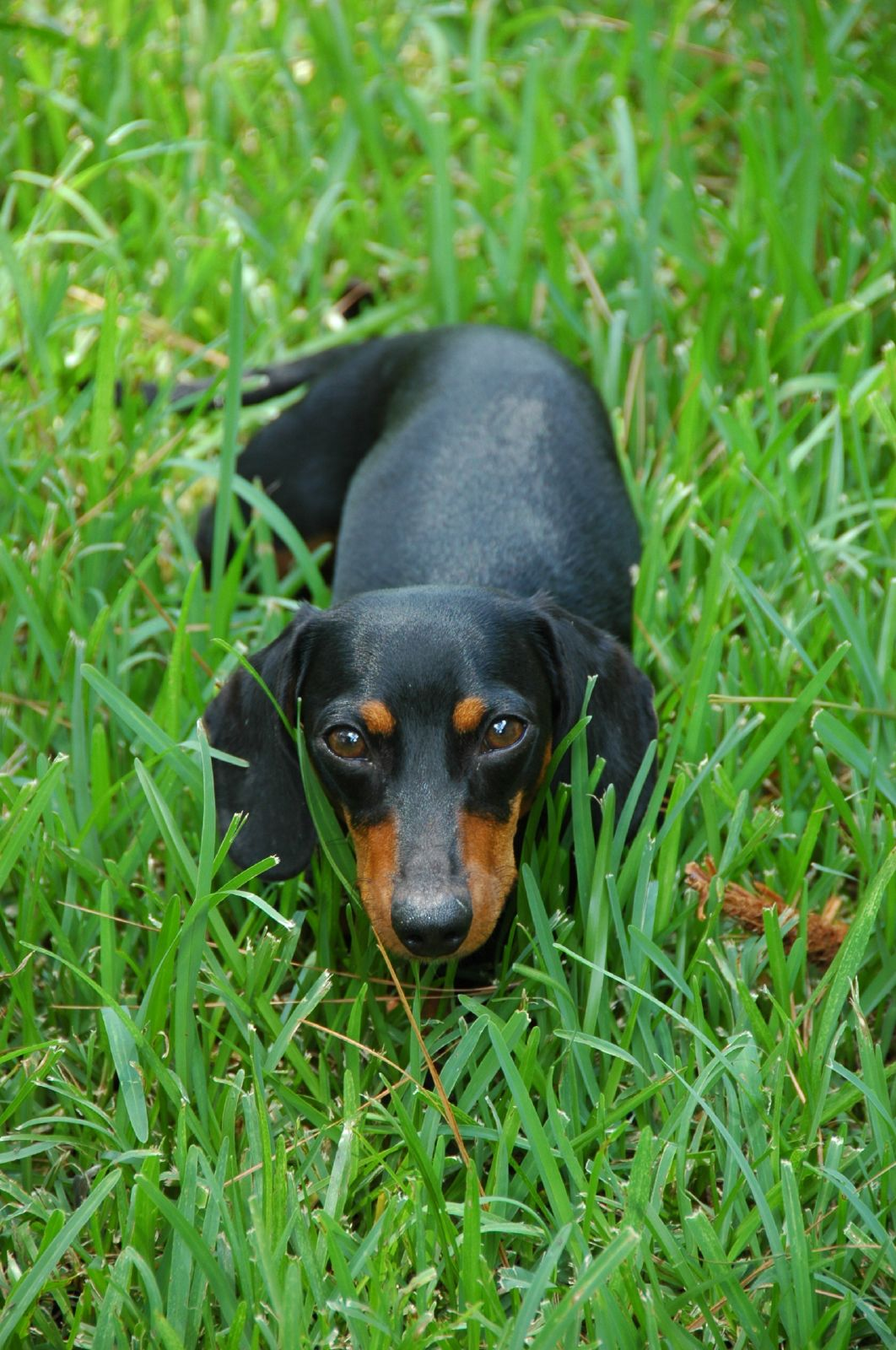
Un teckel.

Saucisse, né en 1998 et mort le 22 novembre 2014, est un chien de race teckel, mascotte recueillie par l'écrivain Serge Scotto.

## Biographie

### 1998 - 2000: l'errance
Lors de son plus jeune âge le chien errant, qui n'a pas encore de nom est recueilli dans une poubelle par la SPA. Mal en point, il est opéré à plusieurs reprises et s'en tire finalement. Il attendra huit mois derrière les barreaux de sa cage avant d'être recueilli par l'équipe de L'Écailler du Sud, une maison d'édition marseillaise de polars, et en particulier par l'écrivain Serge Scotto qui en fait sa mascotte et le nomme Saucisse.

### Après 2000: le succès
Rapidement pris en main par la maison d'édition et par son maître, Saucisse devient le héros d'un grand nombre de leurs romans policiers et sa notoriété commence à s'étendre sur la région marseillaise.
Mais ce qui l'a véritablement fait connaître au grand public est sa pseudo-candidature aux élections municipales de 2001 à Marseille dans le premier secteur (1er et 7e arrondissements) en tant que mascotte d'une liste alternative homonyme menée par Stéphane Joire et ayant pour slogan "Pour une sauciété plus humaine, contre une vie de chien !". Cette liste réussira l'exploit lors de ces élections de se classer 6e, réunissant 4,5 % des voix et dépassant ainsi de près d'un point la liste du RPF local. Poursuivant sur cette lancée, Serge Scotto inscrit son chien à l'élection présidentielle française de 2002 mais ne recueille pas les cinq cents signatures requises. 
Entraînant son chien partout avec lui, y compris dans les salons et les rassemblements littéraires et people, Serge Scotto fait découvrir son chien à de nombreuses célébrités. Rapidement devenu une coqueluche, Saucisse enchaîne les plateaux télévisés tels que Vie privée, vie publique de Mireille Dumas, La Méthode Cauet ou encore On ne peut pas plaire à tout le monde de Marc-Olivier Fogiel. Durant ses nombreuses sorties, Saucisse sera photographié en compagnie de centaines de célébrités d'Ève Ruggieri à Bernard Werber en passant par Florence Foresti ou encore Raymond Devos. Au cours de ces quelques années, Saucisse va continuer à se balader de salons en salons avec son maître et sera à plusieurs reprises « utilisé » par ce dernier en tant que figure médiatique pour dénoncer certaines injustices telles que la prise en otage de Florence Aubenas et Hussein Hanoun. Il aida également durant toutes ces années son maître dans sa rédaction de chroniques pour le quotidien Métro.
En 2007, Serge Scotto compose une chanson qu'il chante en duo avec son chien, accompagnés par le groupe Musard, intitulée Petit chien des rues, en souvenir de l'histoire de Saucisse.
Le 17 juillet 2009 lors du prime de l'émission Secret Story 3, Benjamin Castaldi annonce l'arrivée d'un nouvel habitant de 77 ans pour la semaine suivante. C'est ainsi que le 24 juillet 2009, après de nombreuses rumeurs à ce sujet, Saucisse entre dans la Maison des Secrets rebaptisé Secret pour l'occasion. Il entre avec son propre secret dont l'intitulé est J'ai été candidat à la Mairie de Marseille, un secret présent dans la liste des secrets depuis le début de cette 3e saison. La Voix annonce cependant d'ores et déjà aux candidats qu'il ne sera présent dans la maison que pour une seule semaine. Finalement, le secret de Saucisse n'a pas été découvert par les habitants de la maison. Le chien, jouant pour la SPA, remporte donc sa cagnotte pour en faire don à la SPA de Marseille.
Le chien Saucisse est décédé le 22 novembre 2014 à Marseille,. Après sa mort, la municipalité marseillaise a donné son nom à un parc canin, le « Parc Chien saucisse », inauguré le 25 avril 2015 par le maire de secteur Bruno Gilles

## Produits dérivés
Au fil des années, des produits dérivés de ce chien voient le jour :
- Dès 2000, Serge Scotto crée un T-shirt à l'effigie du chien ;
- À partir de 2000, les premiers romans policiers l'ayant pour star voient le jour entre les mains de son maître et de ses acolytes ;
- En 2002, une Cuvée Chien Saucisse voit le jour à Roquemaure.